# Im Brautkleid meiner Schwester
Im Brautkleid meiner Schwester ist ein deutscher Fernsehfilm aus dem Jahr 2012. Die am 14. Februar 2012 auf Sat.1 zum ersten Mal ausgestrahlte Filmkomödie wurde von 3,44 Millionen Zuschauer gesehen, was einem Marktanteil von 13,8 Prozent entsprach.

## Handlung
Nach dem Tod der Frau, die sie für ihre Mutter hält, macht sich die 30-jährige Hamburger Polizistin Sina auf die Suche nach ihrem Vater. Vom kriminellen Ex-Freund ihrer Mutter, den sie für ihren Vater hält, erfährt sie schließlich bei deren ersten Begegnung, dass die Frau, die sie aufgezogen hat, sie mit zwei Tagen von ihren leiblichen Eltern entführt hat und dass sie eine eineiige Zwillingsschwester namens Sophie hat. Sina fährt nach Berlin, wo Sophie als Modedesignerin arbeitet und die leiblichen Eltern leben. Die beiden Schwestern verstehen sich blendend. Sophie steht kurz vor der Hochzeit mit David Müller. Dieser war Fußballprofi und arbeitet jetzt im Management eines Fußballclubs. Da Sophie allerdings noch eine kurze Reise zu ihrem Ex-Freund Xavier nach Paris unternimmt, von der sie wider Erwarten nicht rechtzeitig zurückkehrt, springt Sina für sie ein, um die Hochzeit zu retten. In Paris bedrängt der Regisseur und notorische Schürzenjäger Xavier Sophie, ihm eine zweite Chance zu geben. Er macht Sophie sogar einen Heiratsantrag. Nachdem sie sich weigert, betäubt er sie mit K.-o.-Tropfen und entführt sie in ihr gemeinsames ehemaliges Liebesnest. Dort wird sie nach einiger Zeit schwach und schläft mit ihm. Sophie sagt ihm, dass er ihre große Liebe war, sie aber seine Eskapaden nicht mehr tolerieren konnte. Währenddessen spielt Sina Sophie in Berlin. David wundert sich zunächst, dass Sophie sich verändert hat – während seine Verlobte bis jetzt eine eher schüchterne, elegante Frau aus der Oberschicht war, flucht sie jetzt, fährt Auto wie der Teufel und trinkt Bier aus der Flasche. David, dem kürzlich Zweifel an der Hochzeit gekommen waren, gefällt diese neue Seite. Und auch Sina entwickelt Gefühle für ihn. Auf dem Dach des Olympiastadions stehend gesteht er ihr, dass er durch ihre Herkunft oftmals eingeschüchtert war. Während des Polterabends hilft ihr die beste Freundin Sophies, die als einzige in das Geheimnis eingeweiht ist, mit den Namen der Gäste. Nach einer alkoholreichen Feier schläft Sina mit ihrem zukünftigen Schwager. Als Sophie dann auch nicht pünktlich zur standesamtlichen Hochzeit kommt, heiratet Sina als Sophie David. Bei der Hochzeitsfeier kommt der Schwindel heraus, da Sina es nicht ertragen kann, mitanzusehen, wie der Ex-Freund ihrer Mutter, der um ihre Identität weiß, mit seinem Catering-Service die Familie bestiehlt, und David verlässt die Feier tief verletzt. Die gemeinsame Mutter bricht wegen des „plötzlichen Auftauchens ihrer Marie“ (der ursprüngliche Name des Babys) und des entstandenen Chaos zusammen und muss ins Krankenhaus. Dort entschuldigt sich Sina bei der Familie. Danach sucht sie David in dessen türkischen Stammlokal auf, um ihm beschämt den Ehering zurückzugeben. Dieser macht ihr daraufhin einen Heiratsantrag. In der Schlussszene gibt es eine Hochzeitszeremonie zwischen David und Sina auf dem Dach des Olympiastadions. Die Familie der Zwillingsschwestern, Sophie und Xavier sind ebenfalls anwesend.

## Kritiken
„Auf äußerliche Turbulenz aufgebaute (Fernseh-)Verwechslungskomödie für ein besonders leichtgläubiges Publikum.“

„Regisseur Florian Froschmayer […] begibt sich hier auf die Spuren der Screwball-Komödien Hollywoods und inszenierte einen witzigen, recht unterhaltsamen Verwechslungs-Spaß nach dem Buch von Aglef Püschel […]. Der hatte zuvor für Hauptdarstellerin Alissa Jung, die hier in einer Doppelrolle zu sehen ist, schon zahlreiche Folgen der SAT.1-Telenovela ‚Schmetterlinge im Bauch‘ geschrieben.“

„Die handfeste Doppeldarstellerin trägt die seichte, aber charmante ‚RomCom‘ des Schweizers Florian Froschmayer (‚Nicht ohne meinen Enkel‘) auch durch Klischeeuntiefen bis zum Happy End. Fazit: Hauchdünne Story – macht aber Sektlaune“

„Bis zum Happyend allerdings verschenkte der Film das eigentlich üppige Potenzial des Themas. Vor allem deshalb, weil er sich nicht entscheiden konnte, ob er lieber  Romanze oder lieber Komödie sein wollte, und beides kaum miteinander verband. Die komischen Elemente schöpfte der Film erst recht nicht aus, auch wenn sich David Rott und Pasquale Aleardi Mühe gaben, ihre klischeehaft angelegten Figuren mit Leben zu füllen und sich dafür einige Lacher verdienten.“